# Царбо ди Маре (Трапани)
Царбо ди Маре је насеље у Италији у округу Трапани, региону Сицилија.
Према процени из 2011. у насељу је живело 1 становника. Насеље се налази на надморској висини од 18 м.